# Гущин, Валентин Анатольевич
Валентин Анатольевич Гущин (род. 1947) — советский и российский математик, заместитель директора Института автоматизации проектирования РАН, специалист в области прикладной математики и информатики, член-корреспондент РАН (2006).

## Биография
Родился 28 мая 1947 года в Москве.
В 1971 году — окончил МФТИ, там же в 1971—1974 годах продолжал учёбу в аспирантуре.
В 1975 году — защитил кандидатскую диссертацию по спецтеме, защита проходила в закрытом режиме.
В 1990 году — защитил докторскую диссертацию по теме «Численное моделирование нелинейных процессов динамики несжимаемой вязкой жидкости».
В 2006 году — избран членом-корреспондентом РАН.
С 1974 года по настоящее время ведёт преподавательскую деятельность на кафедре высшей математики МФТИ по курсу «Математическое моделирование нелинейных процессов», с 1993 года — в должности профессора кафедры.
С 1978 по 1988 годы — старший научный сотрудник ВЦ АН СССР.
С 1988 года по настоящее время — работает в Институте автоматизации проектирования РАН, сначала учёным секретарём, а с 1998 года — заместитель директора института.

## Научная деятельность
Специалист в области прикладной математики и информатики: вычислительной математики, математического моделирования многомерных нелинейных задач гидроаэродинамики, гидрофизики и медицинской биомеханики.
Автор более 200 научных работ, часть результатов включена в известные монографии О. М. Белоцерковского, Л. Г. Лойцянского и А. И. Швеца.
Предложенное и обоснованное В. А. Гущиным  двухпараметрическое семейство разностных схем в рамках метода расщепления по физическим факторам, а также проведённое распараллеливание алгоритма позволило провести прямое численное моделирование переходных режимов обтекания тел конечных размеров, уточнить классификацию пространственных отрывных режимов обтекания, исследовать динамику пятен (следов) и вихрей в стратифицированной среде (океан, атмосфера) с учётом образования внутренних волн и их взаимодействия со свободной поверхностью, классифицировать волновые режимы при обтекании подводных препятствий.
Совместно с сотрудниками МФТИ, Института кардиологии и ВКНЦ В. А. Гущиным проведён цикл работ по математическому моделированию и экспериментальному исследованию стационарных, осциллирующих и нестационарных течений крови в сосудах с локальными изменениями поперечного сечения (стеноз, аневризмы) с целью изучения влияния геометрических размеров патологических образований в сосудах и режимов течения на гемолиз.
Совместно с учениками разработал пакет прикладных программ CRAG, используемый при проектировании «чистых комнат».
Разрабатываемые методы и пакеты прикладных программ нашли широкое применение в практике различных НИИ и КБ для проектирования спускаемых и посадочных аппаратов, подготовки и планирования крупномасштабных биотехнологических экспериментов на космических станциях «Салют 7» и «Мир», разработки экспертных систем обнаружения подводных объектов, проектирования «чистых комнат» для производства изделий микроэлектроники, фармацевтики и медицины.
Под его руководством и непосредственном участии в ИАП РАН создан вычислительный центр, оснащённый современными многопроцессорными вычислительными системами. Он провёл большую работу по организации Российско-Индийского Центра компьютерных исследований и становлению образовательной программы в области перспективных информационных технологий совместно с МГУ. По его инициативе в РИЦКИ совместно с индийской стороной создан многопроцессорный вычислительный комплекс ПАРАМ ПАДМА.РУ.

### Научно-организационная деятельность
- член-корреспондент европейского исследовательского сообщества по турбулентности и горению (ERCOFTAC);
- член международной организации GAMM по прикладной математике и механике;
- член редколлегии журналов «Информационные технологии и вычислительные системы» (ОНИТ РАН), «Вычислительные технологии» (ИВТ СО РАН), «JapanJournalofComputationalFluidDynamics» (Japan);
- член Совета РАН «Высокопроизводительные вычислительные системы, научные коммуникации и информационная инфраструктура»;
- член Научного совета по программе фундаментальных исследований Президиума РАН «Информационные, управляющие и интеллектуальные технологии и системы»;
- председатель экспертной комиссии РАН по оценке работ студентов и молодых учёных по секции 6 (информатика, вычислительная техника и автоматизация);
- эксперт РФФИ и Минобрнауки.

## Награды
- Медаль «В память 850-летия Москвы» (1997)[1]
- Почётная грамота Президента Российской Федерации (5 февраля 2024 года) — за заслуги в развитии отечественной науки, многолетнюю плодотворную деятельность и в связи с 300-летием со дня основания Российской академии наук[2]